# Warped Tour 2008
A Warped Tour 2008 az évente megrendezett nyári Warped Tour 2008-as fesztiválja. A turné támogatója a Vans cipőgyár.

## Warped Tour 2008 együttesei
Az együttesek az egész turné idején felléptek, a kivételeknél megjegyzéssel ellátva.

### Nagyszínpad
| - The Academy Is... - Against Me! (6/20-8/3 és 8/13-8/17 játszott) - All That Remains (7/23-8/17 játszott) - Anberlin - Angels & Airwaves - As I Lay Dying (6/20-7/18 játszott) - The Bouncing Souls (7/16-7/25 játszott) - The Bronx - Chiodos (7/18 játszott) - Cobra Starship - Dillinger Escape Plan (7/9-7/15 játszott) - Every Time I Die - From First to Last - GBH (8/6-8/17 játszott) | - Gym Class Heroes - Jack's Mannequin (7/1-7/20 játszott) - Matisyahu (7/9-7/11 és 7/13 játszott) - Motion City Soundtrack (7/29-8/17 játszott) - Norma Jean - Paramore (7/1-7/6 játszott) - Pennywise (6/20-6/29 és 7/15-8/3 játszott) - Reel Big Fish - Relient K - Rise Against (8/6-8/17 játszott) - Say Anything - Story of the Year - Street Dogs - The Vandals (8/6-8/17 játszott) |

### Hurley színpad
- All Time Low (7/23-8/17 játszott)
- The Briggs
- Broadway Calls
- The Color Fred
- The Devil Wears Prada
- Dr. Manhattan (7/23-8/17 játszott)
- Family Force 5 (kivéve 6/20, 6/26, 7/2, 7/12, és 8/8)
- Greeley Estates
- Jeffree Star (6/20-6/29 játszott)
- Mayday Parade
- Pierce the Veil
- The Pink Spiders (7/1-7/20 játszott)
- We The Kings

### Hurley.com színpad
- 3OH!3
- The Aggrolites
- Beat Union (6/20-8/3 és 8/13-8/17 játszott)
- Bedouin Soundclash (7/3-7/17 játszott)
- HorrorPops
- Katy Perry (kivéve 7/10-7/11)[1]
- Ludo (7/22-8/17 játszott)
- Maylene and the Sons of Disaster (6/20-7/18 játszott)
- Ore Ska Band
- Shwayze

### Smartpunk.com színpad
| - A Day to Remember (6/20-7/20 és 8/8-8/17 játszott) (kivéve 7/12) - Alesana - August Burns Red (6/20-7/6 játszott) - Automatic Loveletter (7/17-7/27 a Smartpunk színpadon, 7/28-8/6 a Skate Ramp színpadon, és 8/8-8/17 a Kevin Says színpadon) - Bring Me the Horizon (7/23-8/17 játszott) - Cinematic Sunrise (7/10-7/16 játszott) - The Classic Crime (7/27-8/17 játszott) - Confide (7/23-8/17 játszott) - Every Avenue (7/9-7/26 játszott) - Forever the Sickest Kids (6/20-7/6 a Smartpunk színpadon és 7/9-8/17 az Ernie Ball színpadon) | - Four Year Strong (7/9-7/18 az East Coast Indie színpadon és 7/19-8/17 a Smartpunk színpadon) - The Higher (6/20-7/20 játszott) - The Human Abstract (7/23-8/17 játszott) - Just Surrender (7/9-7/26 játszott) - Madina Lake (7/9-7/25 játszott) - The Maine (6/20-7/3 játszott) - The Secret Handshake (7/1-7/9 játszott) - Set Your Goals - Sky Eats Airplane (7/27-8/17 játszott) - Stick to Your Guns (6/20-7/6 játszott) - Treaty of Paris (6/20-6/29 játszott) |

### Ernie Ball színpad
| - The Audition - Between the Trees (az Ernie Ball színpadon, az East Coast Indie színpadon, és a Skate Ramp színpadon egyaránt) - The Bleeding Irish (6/20-6/21 játszott) - Charlotte Sometimes - The Darlings (7/9-7/13 játszott) - Everegreen Terrace - Haneda (7/10-7/13 játszott) - The Hoons (8/8-8/10 játszott) - Know Lyfe (7/14-7/18 játszott) - Longway (6/28-8/17 játszott) - The Lordz | - MC Chris - Natives of the New Dawn (8/9-8/17 játszott) - Nothing More (Played 7/5-7/10) - Paige Wood (Ernie Ball vagy Skate Ramp színpad, dátumtól függően) - Protest the Hero - The Saint Alvia Cartel (7/9-7/18, 7/23-8/3 és 8/13-8/17 játszott, az Ernie Ball színpadon, 7/19-7/20 pedig a Union színpadon) - Settings (7/14-7/28 játszott) - Sick City (7/19-7/20 és 8/5-8/6 játszott) - Spitshine (8/15-8/17 játszott) - Victim Effect (6/28 játszott) |

#### Ernie Ball Bandák Háborúja 12 nyertes
| - 3AM (6/29 játszott) - 5 Second Rule (8/16 játszott) - 12 Summers Old (7/1 játszott) - A Bird a Sparrow (7/3 játszott) - A Farewell Rescue (7/27 játszott) - A Golden Era (7/27 játszott) - A Hope For Home (8/10 játszott) - A NewBorn Thriller (7/15 játszott) - Above All Else (7/20 játszott) - Action Item (7/28 játszott) - Adalie (7/25 játszott) - All That's Left (8/10 játszott) - Aloretta! (7/14 játszott) - The Alumni Club (8/1 játszott) - Amaradio (6/20 játszott) - The Amend (7/9 játszott) - Ameratta (8/9 játszott) - Amity (8/6 játszott) - And Then There Was You (7/12 játszott) - The Arma Mirage (7/6 játszott) - Asiago (8/13 játszott) - Backseat LoveStory (7/29 játszott) - Behold the Flood (7/16 játszott) - Beyond the Citadel of Coup de Grace (6/25 játszott) - Box the Stars (7/17 játszott) - The Boy and His Machine (7/24 játszott) - Bravo Romeo Bravo (7/16 játszott) - Bring it Home (6/21 játszott) - Burning Tree (7/11 játszott) - Callahan (7/30 játszott) - Casari (7/26 játszott) - Chances Are High (7/29 játszott) - Chasing Thrill (7/10 játszott) - Chelsea Grin (6/28 játszott) - Cipes & The People (6/22 játszott) - Code Anchor (7/26 játszott) - Cold War Veterans (8/8 játszott) - The Coming Weak (7/20 játszott) - Crookedhook (7/19 játszott) - Cry to the Blind (7/24 játszott) - Culdera (7/15 játszott) - Days Off Screen (7/14 játszott) - Del Asher (7/19 játszott) - Demi the Daredevil (6/26 játszott) - The Dialed (8/15 játszott) - Dice in the Icebox (8/15 játszott) - Dirty Rooster Lollipops (8/8 játszott) - Down for the Count (6/20 játszott) - Dressed to Kill (8/9 játszott) - Dust & Blood (6/25 játszott) - The Embraced (7/13 játszott) - Echoes of Us (7/16 játszott) - Emery Drive (7/6 játszott) - The Epilogues (6/29 játszott) - The Eternal Affect (7/28 játszott) - The Evermore Escape (8/3 játszott) - Eyes on the Prize (7/25 játszott) - The Failsafe (7/29 játszott) - Farwell (7/18 játszott) - The Fast Track (8/3 játszott) - Fighting the Villain (6/21 játszott) - Fire at Will (7/10 játszott) - First Class Fever (7/3 játszott) - For All Those Sleeping (8/3 játszott) - For Word Cause (7/2 játszott) - For Yesterday (6/21 játszott) - FreaknMissy (6/22 játszott) - From Man in Ghost (7/19 játszott) - Furthest from the Star (7/5 játszott) - Gentlemen Prefer Blondes (8/6 játszott) - Girl on Fire (8/10 játszott) - Go Radio (7/13 játszott) - Godzilla (6/20 játszott) - Gonna Get Got (7/26 játszott) - The Great Escape (7/16 játszott) - H is For Hero (7/15 játszott) - Hail Archer (8/1 játszott) - Hedged (8/5 játszott) - Hello Marquee (8/14 játszott) - Her Fatal Flaw (6/25 játszott) - Here's Looking At You Kid (7/14 játszott) - Honest to Empire (8/10 játszott) - Honor Bright (7/24 játszott) - Honorthefallen (6/28 játszott) - Idea of Beauty (7/9 játszott) - In the Wake (7/29 játszott) - In Times of Distress (8/13 játszott) - Indosurf (8/13 játszott) - Innocence Betrays (8/8 játszott) - Jacob's Ladder (7/12 játszott) - Jay and the Lovebirds (8/6 játszott) - The Jealousy Game (7/14 játszott) - Kevin Goes 2 College (7/5 játszott) - Kill a Mockingbird (8/17 játszott) | - La Circa (6/21 játszott) - Langus (7/30 játszott) - Larusso (6/28 játszott) - Last Try (7/25 játszott) - The Lasting Effect (6/29 játszott) - Legacy Falls (7/6 játszott) - Let Lions (7/2 játszott) - Letters Burning (6/22 játszott) - Life Between Sleep (7/26 játszott) - Lone Star Drive By (7/5 játszott) - Loren Battle (6/26 játszott) - Lost Deliveries (7/20 játszott) - Lost in Prague (8/3 játszott) - Love Me Electric (8/2 játszott) - Love You Long Time (8/17 játszott) - Lovers Make Liars (8/17 játszott) - Madison Drive (8/9 játszott) - The Malheruex (6/20 játszott) - Mankind Is Obsolete (8/9 játszott) - MARADONA (7/13 játszott) - Melodramus (6/28 játszott) - Mercury Bullet (8/13 játszott) - The Mission Veo (7/12 játszott) - Moments of Brilliance (8/5 játszott) - Mondays Alibi (8/14 játszott) - My Last Entry (7/3 játszott) - Nine Life Fire (7/1 játszott) - The Nominees Are (8/2 játszott) - Novella (7/1 játszott) - Novista (7/6 játszott) - One Star City (8/6 játszott) - Oregon Falls (8/1 játszott) - Our Film Star (7/18 játszott) - The Perfect Mistake (7/28 játszott) - Perfect on Paper (6/26 játszott) - Poetica (6/28 játszott) - Pomeroy (7/2 játszott) - Porcelain Smile (7/15 játszott) - Prom Night in Black and White (8/5 játszott) - Promise Me Scarlet (7/17 játszott) - The Prospect (7/11 játszott) - Red Car Wire (7/3 az Ernie Ball színpadon és 7/9-7/18, valamint 7/23-8/2 az East Coast Indie színpadon) - Red October (7/20 játszott) - Relapse (8/15 játszott) - Remember Tomorrow (7/24 játszott) - Rising 4 (8/5 játszott) - The Riot (7/27 játszott) - The Rival Year (7/12 játszott) - The Rooftops (7/27 játszott) - Say Goodbye (7/1 játszott) - The Scenic (7/25 játszott) - Seasons After (7/2 játszott) - The Shoreline (7/10 játszott) - Shotgun Rules (7/19 játszott) - Silas (7/11 játszott) - Silence of a Silhouette (7/17 játszott) - Silence the Messenger (7/3 játszott) - Silent Soul (7/20 játszott) - Snake Eater (7/2 játszott) - Some Never Sleep (6/25 játszott) - Something for Nothing (7/23 játszott) - Sounds of Surrender (8/14 játszott) - Stages and Stereos (7/13 játszott) - The State Affair (8/2 játszott) - Stay (7/23 játszott) - Storms in May (7/18 játszott) - The Story Changes (7/30 játszott) - Streets of Rage (6/20 játszott) - T13C (7/10 játszott) - Terra Terra Terra (7/11 játszott) - Thanks to You (6/29 játszott) - Tigers in Transit (6/22 játszott) - Tinj (7/3 játszott) - To Sleep With Angels (8/8 játszott) - Tonight the Prom (8/2 játszott) - Tragedy of Me (6/26 játszott) - Transmit Now (7/10 játszott) - Transit Studio (8/17 játszott) - Tropidelic (7/17 játszott) - Undefyed (7/23 játszott) - Undergone (8/15 játszott) - Van Atta High (7/28 játszott) - Veramadia (7/6 játszott) - Vices I Admire (6/29 játszott) - View From Ida (7/18 játszott) - Vonnegutt (7/9 játszott) - Wayward (8/16 játszott) - We Spell Disaster (6/22 játszott) - We're Not Friends Anymore (8/16 játszott) - Westside Story (8/14 játszott) - Winner Takes All (8/1 játszott) - With Grace We Fall (8/16 játszott) - Your Greatest Mistake (7/5 játszott) |

### Kevin Says színpad
| - 1997 (6/20-7/3, a Kevin Says és Skate Ramp színpadon egyaránt) - A Blinding Spyre (8/8 játszott) - A Cursive Memory (7/11-7/26 játszott) - The Action Design (6/20-6/28 és 8/13-8/17 játszott) - Ahisma Sunrise (7/29 játszott) - AJAX (7/24 játszott) - The A.K.A.'s (7/23-8/3 és 8/8-8/10, 7/27-7/28 játszott, a Skate Ramp színpadon) - All Left Out (7/12, 7/14-7/23, 7/30-7/31 és 8/14 játszott) - Amelia (7/19 játszott) - American Hero (8/9 játszott) - Anarbor (8/13 és 8/15-8/17 játszott) - Angry Panda (8/8 játszott) - Animo (csak nyitott területen léptek fel) - The Anti (7/31 játszott) - Asian Cafe (7/14 játszott) - The Asthmatics (7/23 játszott) - Audio Spaghetti (7/2 játszott) - Aurora Falls (6/28 játszott) - Authority Zero (8/10-8/13 és 8/15-8/17 játszott) - The Awakening Orchestra (7/26 játszott) - Awesome and the Ass Kickers (7/10 játszott) - The Banana Convention (7/29 játszott) - The Big Spank (6/29 játszott) - The Black Doves (7/5 játszott) - Black President (8/10-8/13 és 8/15-8/17 játszott) - Blasé Debris (7/24-7/30 játszott) - Brave Citizens (6/20-6/25 játszott) - Breva (6/28-7/6 játszott) - Brooklyn Zoo (8/5 játszott) - Buffalo Casket (7/24-7/30 játszott) - Casket Architects (7/31-8/3 játszott) - Cerebral Vortex (7/31 játszott) - Cobra Kisses (7/16 játszott) - The Concerta Circus (7/6 játszott) - Conversation (8/6 játszott) - CrashCarBurn (7/9-7/28 játszott) - Curmudgeon (8/17 játszott) - Cute Lepers (8/9 a Kevin Says színpadon és 8/10 a Skate Ramp színpadon) - Cyanide City (7/1 játszott) - Damn Valentines (8/3 játszott) - Danger Is My Middle Name (8/1-8/3 játszott) - Danger Mic (6/28 játszott) - Deep Sleep Empire (7/17 és 7/29 játszott) - Defy Everything (6/22-6/29, 8/13-8/15 és 8/17 játszott) - The Departed (6/21 játszott) - Disco Ensemble (7/9-7/16 és 7/23-7/30 játszott) - Dodger (7/19-7/20 játszott) - Does It Offend You, Yeah? (7/23-7/31 játszott) - The Dollyrots (6/22, 8/13, és 8/15-8/17 a Skate Ramp színpadon és 7/10-7/13 a Kevin Says színpadon) - Downline (7/20 játszott) - Draco and the Malfoys (7/23 játszott) - Drive A (7/9-7/15, 7/22-8/2, 8/14 és 8/17 játszott, a Kevin Says vagy a Skate Ramp színpadon) - Escaping Gravity (7/3 játszott) - The Expatriots (7/15 játszott) - Fall from Grace (8/9-8/13 és 8/15-8/17 játszott) - Fight! Fight! Fight! (7/1-7/6 játszott) - Flowers for Dorian (8/2 játszott) - The Gaslight Anthem (7/9-7/16 játszott) - Great Scott! (7/15 játszott) - Hairdoo (6/21 játszott) - Hectic Watermelon (8/14 játszott) - Hi-Fi Hand Grenades (8/5-8/10 játszott) - Hired Geeks (8/1 játszott) - The Hooks (6/21 játszott) - HORSE the Band (8/17 játszott) | - The Host (7/17 játszott) - Hovercraft Pirates (7/11 játszott) - Hunter Revenge (6/20 és 8/17 játszott) - The Japanese War Machine (7/24 játszott) - Jet Lag Gemini (6/25-7/9 és 7/25-8/2, a Kevin Says, az East Coast Indie, valamint a Skate Ramp színpadon egyaránt) - Josephine Collective (7/10-7/13 játszott) - Juice Lee (7/17 és 7/30 játszott) - LA5 (8/14 játszott) - Last Great Assault (7/1-7/6 játszott) - Lost Point (6/28-6/29 játszott) - Madison Fadeout (7/9 játszott) - Makeshift Hero (8/14 játszott) - Main Street Minority (8/2 játszott) - Mean Tangerine (7/19 játszott) - Medium Troy (8/9-8/10 játszott) - Midnight to Twelve (6/25-7/1 játszott) - Mike Borgia (7/26 játszott) - The Mint (7/25 játszott) - Miracle Dolls (6/20-6/22 játszott) - Mo Bigsley (8/17 játszott) - Mulatto (6/20 játszott) - My Anomaly (7/13 játszott) - My Latex Brain (7/30 játszott) - Oceana (8/13-8/17 játszott) - On the Surface (8/13 és 8/16 játszott) - Paper Street Soap Company (7/10 játszott) - Paths 2 Glory (7/25 játszott) - Peanuthead (7/12 játszott) - The Percocettes (7/25 játszott) - Permanent Holiday (7/23 játszott) - Peter DiStefano (6/21-6/22 játszott) - The Photo Atlas (6/29 játszott) - Pivot (7/14 játszott) - Planes Crash (6/20 játszott) - Plastick (6/22 játszott) - The Pleasures of Merely Circulating (6/26 játszott) - PointDexter (8/16 játszott) - The Projection (7/31 játszott) - The Remus Lupins (6/20-6/22 játszott) - Riots of Eighty (6/28 játszott) - Rotbottyrot (8/6 játszott) - Shanti (7/16-7/23 a Kevin Says színpadon és 7/24-8/8 a Skate Ramp színpadon) - Single File (7/28-8/13 és 8/15-8/17 játszott) - Shapes of Racecars (6/25-6/26 játszott) - Smart Pants (7/28 játszott) - Stasis (7/27 játszott) - State and Madison (8/1-8/3 játszott) - Staylefish (7/19-8/24 és 8/26 játszott) - Supe (6/20-6/21, 6/25-6/26, 7/3 és 7/6 játszott) - Tabitha (8/6 játszott) - There for Tomorrow (7/31-8/3 játszott) - Tickle Me Pink (6/25-6/29 játszott) - Time of Plague (7/18 játszott) - Touch My Rash (8/15 játszott) - We Ride at Dawn (8/10 játszott) - We Shot the Moon (7/1-7/2 játszott) - The Western Civilization (7/6 játszott) - What About Pluto? (6/25 játszott) - The Wideawakes (7/31 játszott) - WINSLOW (7/20 játszott) - Yall Street (7/9 játszott) - You, Me, and Everyone We Know (6/25-6/26 a Skate Ramp színpadon, valamint 7/1-7/2 a Kevin Says színpadon) - Your Highness Electric (6/20-6/21 játszott) - Zaragoza (8/11 játszott) |

### Skullcandy Mix sátor
- Add.Verse
- Braille[3] (6/20-7/18 játszott)
- Culture Shock Camp
- Dante LaSalle
- Dr. Madd Vibe (7/1-7/10 játszott)
- Gil Mantera's Party Dream (6/20-7/24 a Skullcandy Mix sátorban, 7/25-8/17 a Skate Ramp színpadon)
- Ivens (7/27-8/17 játszott)
- Massive Monkees
- Megaphone (7/23-7/29 játszott)
- Now On (6/20-6/22, 6/28-/6/29, 8/9-8/17 játszott)
- Othello
- Pato (7/10-7/26 játszott)
- The Pinker Tones (6/25-8/17 játszott)[4]
- The Pirate Signal
- Piotta (6/20-7/9 játszott)
- Skeet Skeet
- Street Drum Corps presents BANG!

#### Code of tha Cutz Bands
| - Anakin Slayd (7/20) - Ancient Mith (6/29 játszott) - Barbaric Merits (7/2 játszott) - Bo Jankans (7/16 játszott) - Bomb Skwad (7/15 játszott) - Brimstone 127 (7/12 játszott) - Chief (7/17-7/18 és 8/1-8/3 játszott) - D Allie (7/18 játszott) - DangerZone (8/13 és 8/16 játszott) - Dez (7/17 játszott) - DFE DEF (8/6 játszott) - Doomtree (8/3 játszott) - Dyme Def (8/8-8/10 játszott) - Edreys (7/24 és 7/31-8/2 játszott) - Extra Credit B Girls (8/15 játszott) - Eye 2 Eye (7/20 játszott) - Flux (6/26 játszott) - Forgotten Science (6/22 játszott) - Grime (6/25 játszott) - Inside a Mind (7/19 játszott) - Lotus Tribe (7/3-7/5 játszott) - Lynnguistix (7/1 és 7/9 játszott) - Milkdrop (7/2 játszott) | - Mind Energy Presents "Cross Fader Wars" (7/1 játszott) - Mind Kontrol (7/11-7/12 játszott) - Mike P (7/14 játszott) - Moe Pope (7/23-7/29 játszott) - Mother Peace (8/6 játszott) - PegLeg (7/10-7/11 és 7/13 játszott) - Quanstar (7/9 játszott) - Quite Nyce (7/23 játszott) - Reach (7/2 játszott) - Rheteric (8/17 játszott) - Self Expression Music (6/28 játszott) - Sirah (6/25-6/26, 8/8 és 8/14 játszott) - Skip (7/10 és 7/13 játszott) - Street Dance Academy (7/19 játszott) - TeamOne (8/2 játszott) - T.E.F.L.O.N. (7/14-7/15 játszott) - Tek Threat (6/21 és 8/15 játszott) - Thirsty Fish (6/20 játszott) - Vortexas (7/3 és 7/6 játszott) - West Bound (8/17 játszott) - The Word Association (7/5-7/6 játszott) - Zoology (6/26 játszott) |

### Skate Ramp színpad
| - Allison (7/3-7/6 játszott) - The Architects (7/1-7/2 játszott) - The Bathroom Murders (8/17 játszott) - Born As Ghost (7/18-8/8 játszott) - Cinder Road (7/9-7/28 játszott) - The Danger O's (7/25 játszott) - Entice (6/20-7/6 játszott) - The Expendables (6/28 játszott) - Farewell (6/20-7/23 játszott) - Fear Nuttin' Band (7/24-8/13 és 8/15-8/17 játszott) - The Frantic (8/1-8/3 játszott) - Good Guys in Black - Letallis (7/28 játszott) | - Love Equals Death (6/20-6/29 játszott) - Pensive (8/14 játszott) - Phathom (6/20-6/29 játszott) - The Randies (7/24-8/13 és 8/15-8/17 játszott) - Revolution Mother (8/13-8/17 játszott) - Say It Twice (6/20 és 8/13-8/17 játszott) - Say No More (6/20-6/21 játszott) - Set Off (8/15 és 8/17 játszott) - Something for Rockets (8/14 játszott) - Steve Steadham/Citizen X - TAT (Played 6/20-8/3) - Valencia (6/20-6/29 a Skate Ramp színpadon és 7/1-7/10 a Kevin Says színpadon) |

### Famly Clothing színpad
- Allura
- Chaser

### Shiragirl színpad
- A Pretty Mess (6/20 játszott)
- All or Nothing HC (6/22 játszott)
- Barnicle (7/23 játszott)
- Blameshift (6/20-6/22 és 7/26-7/28 játszott)
- Civet (6/20-6/22 játszott)
- Lia Fall (6/22 játszott)
- Me Talk Pretty (7/25-7/26 és 7/28 játszott)
- Shiragirl (6/20-6/22 és 7/23-7/28 a Shiragirl színpadon, valamint 6/25-6/29 a Skate Ramp színpadon)
- Von Iva (6/21 játszott)

### East Coast Indie színpad
| - A Loss for Words (7/23-7/24 és 8/1 játszott) - A Utopian Skyline (7/27 játszott) - Alamance (7/9-7/18 és 7/23-8/2 játszott) - After Midnight Project (7/10-7/18 játszott) - Bedlight for Blue Eyes (7/25 és 7/29-7/31 játszott) - Crooked Looks (7/23-7/27 játszott) - Dead Legend (7/9-7/15 és 7/25-8/2 játszott) - Don't Panic (7/27 játszott) - Driving East (7/29-7/31 játszott) - Heart Set Self Destruct (8/1-8/2 játszott) - Hiccup Helen (7/25 játszott) - I Am the Pilot (7/14-7/16 és 7/23-7/28 játszott) - Kelsey and the Chaos (7/23-7/25 és 7/27 a Shiragirl színpadon és 7/26 valamint 7/28 az East Coast Indie színpadon) | - Kevin Elliot and the Broken (7/9-7/16 játszott) - Lights (7/17-7/18 játszott) - Love You Maid the Butcher (7/28 játszott) - Motionless in White (7/9-7/16, 7/25, 7/27 és 7/29-7/31 játszott) - Patent Pending (7/17-7/18 és 7/26 játszott) - Pull the Pin (7/15-7/16, 7/23 és 7/25-7/29 játszott) - The Recovering (7/9-7/18 és 7/23-8/2 játszott) - Reflective Insight (7/31-8/2 játszott) - Sound the Alarm (7/25-7/27 és 8/1-8/2 játszott) - Strike (7/28 játszott) - Vanattica (8/1-8/2 játszott) - Vice Grip (7/17-718 játszott) - The Weakend (7/18 játszott) |

### Old Skool színpad
- Agent Orange (8/15-8/16 játszott)
- Big Drill Car (8/14 és 8/17 játszott)
- D.I. (8/14-8/15 és 8/17 játszott)
- The Dickies (8/15-8/17 játszott)
- Fear (6/22 a Nagyszínpadon, 8/14 és 8/16 az Old Skool színpadon)
- Germs (8/14-8/17 játszott)
- H2O (8/14-8/17 játszott)
- M.I.A. (8/14 and 8/17 játszott)
- Mike Watt és a The Missingmen (8/14-8/15 és 8/17 játszott)
- TSOL (8/14-8/17 játszott)

### Union színpad
- Ceremonial Snips (7/19-7/20 játszott)
- Creepshow (7/19-7/20 játszott)
- The Flatliners (7/19-7/20 játszott)
- The Johnstones (7/19-7/20 játszott)
- One Night Band (7/19-7/20 játszott)
- The Planet Smashers (7/19-7/20 játszott)
- The Real Deal (7/19-7/20 játszott)
- The Riptides (7/19-7/20 játszott)
- Subb (7/19-7/20 játszott)

### Jersey színpad
- A Clear Blurr[8] (7/28 játszott)
- Avenida[8] (7/28 játszott)
- East Coast Addiction[8] (7/28 játszott)
- Jade[8] (7/28 játszott)
- Lux Astra[8] (7/28 játszott)
- Sounds Like Words[8] (7/28 játszott)
- Sunrise Atlantic[8] (7/28 játszott)
- Vaeda[8] (7/28 játszott)
- The Victory Drive[8] (7/28 játszott)

## A turné állomásai
- 06/20 Pomona – Pomona Fairgrounds
- 06/21 San Francisco – Pier 30/32
- 06/22 Ventura – Seaside Park
- 06/25 Phoenix – Cricket Wireless Pavilion
- 06/26 Las Cruces – NMSU Practice Field
- 06/28 Salt Lake City – Utah State Fairpark
- 06/29 Denver – Invesco Field
- 07/01 Maryland Heights – Verizon Wireless Amphitheater
- 07/02 Bonner Springs – Sandstone Amphitheater
- 07/03 Dallas – SuperPages.com Center
- 07/05 Selma – Verizon Wireless Amphitheater
- 07/06 Houston – Sam Houston Race Park
- 07/09 Atlanta – Lakewood Amphitheatre
- 07/10 Orlando – Central Florida Fairgrounds
- 07/11 St. Petersburg – Vinoy Park
- 07/12 Miami – Bicentennial Park
- 07/13 Elkton – St. Johns County Fairgrounds
- 07/14 Charlotte – Verizon Wireless Amphitheatre
- 07/15 Virginia Beach – Verizon Wireless Amphitheater
- 07/16 Columbia – Merriweather Post Pavilion
- 07/17 Cleveland – Time Warner Cable Amphitheater
- 07/18 Detroit – Comerica Park
- 07/19 Mississauga – The Flats at Arrow Hall
- 07/20 Montréal – Parc Jean-Drapeau
- 07/23 Mansfield – Comcast Center for the Performing Arts
- 07/24 Corfu – Darien Lake Performing Arts Center
- 07/25 Camden – Susquehanna Bank Center
- 07/26 Uniondale – Nassau Veterans Memorial Coliseum
- 07/27 Scranton – Toyota Pavilion
- 07/28 Englishtown – Raceway Park
- 07/29 Pittsburgh – Post-Gazette Pavilion
- 07/30 Cincinnati – Riverbend Music Center
- 07/31 Noblesville – Verizon Wireless Music Center
- 08/01 Milwaukee – Marcus Amphitheater
- 08/02 Tinley Park – First Midwest Bank Amphitheater
- 08/03 Shakopee – Canterbury Park
- 08/05 Saskatoon – Credit Union Centre
- 08/06 Calgary – Race City Speedway
- 08/08 Nampa – Idaho Center
- 08/09 George – Gorge Amphitheater
- 08/10 St. Helens – Columbia Meadows
- 08/13 Fresno – Save Mart Center
- 08/14 Chula Vista – Cricket Wireless Amphitheatre
- 08/15 Mountain View – Shoreline Amphitheatre
- 08/16 Marysville – Sleep Train Amphitheater
- 08/17 Carson – Home Depot Center

## Fordítás
- Ez a szócikk részben vagy egészben  a   Warped Tour 2008 című angol Wikipédia-szócikk fordításán alapul.  Az eredeti cikk szerkesztőit annak laptörténete sorolja fel. Ez a jelzés csupán a megfogalmazás eredetét és a szerzői jogokat jelzi, nem szolgál a cikkben szereplő információk forrásmegjelöléseként.